# 乔治·布尔
喬治·布爾（英語：George Boole，1815年11月2日—1864年12月8日，英格兰数学家、逻辑学家，数理逻辑学先驱。

## 生平
乔治·布尔生于英格兰的林肯郡。
在备课的时候，布尔不满意当时的数学课本，便决定阅读伟大数学家的论文。在阅读法国数学家拉格朗日的论文时，布尔有了变分法方面的新发现。变分法是数学分析的分支，它处理的是寻求优化某些参数的曲线和曲面。
1847年，布尔出版了《逻辑的数学分析》（The Mathematical Analysis of Logic），这是他对符号逻辑诸多贡献中的第一次。
1849年，他被任命位于爱尔兰科克市的皇后学院（今科克大学）的数学教授。1854年，他出版了《思维规律研究》，这是他最著名的著作。在这本书中布尔介绍了现在以他的名字命名的代数。布尔撰写了微分方程和差分方程的课本，这些课本在英国一直使用到19世纪末。
1855年，布尔與女权主义哲学家瑪麗·埃佛勒斯结婚，她是喬治·埃佛勒斯的侄女。兩人育有五個女兒，其中最幼者是艾捷尔·丽莲·伏尼契。
由于其在符号逻辑运算中的特殊贡献，很多计算机语言中将逻辑运算称为运算，将其结果称为值。
1864年，布尔冒着大雨步行兩英里走到讲台，身着打湿的衣服为学生们授课。不久后，他就病倒了，得了重度感冒还发高烧。其妻错误地相信疾病需要用致病因子施救，因为布尔是淋雨水而感冒的，妻子于是用桶子装水淋到他身上。结果湿气进一步加剧了他的病情。1864年，12月8日，布尔死于胸腔积液。
布尔葬于科克市市郊黑石(BlackrockHe)地区的“圣迈克尔爱尔兰教堂墓地”(Ireland cemetery of St Michael's)。墓地旁紧邻的教堂内为他设有一块纪念匾。

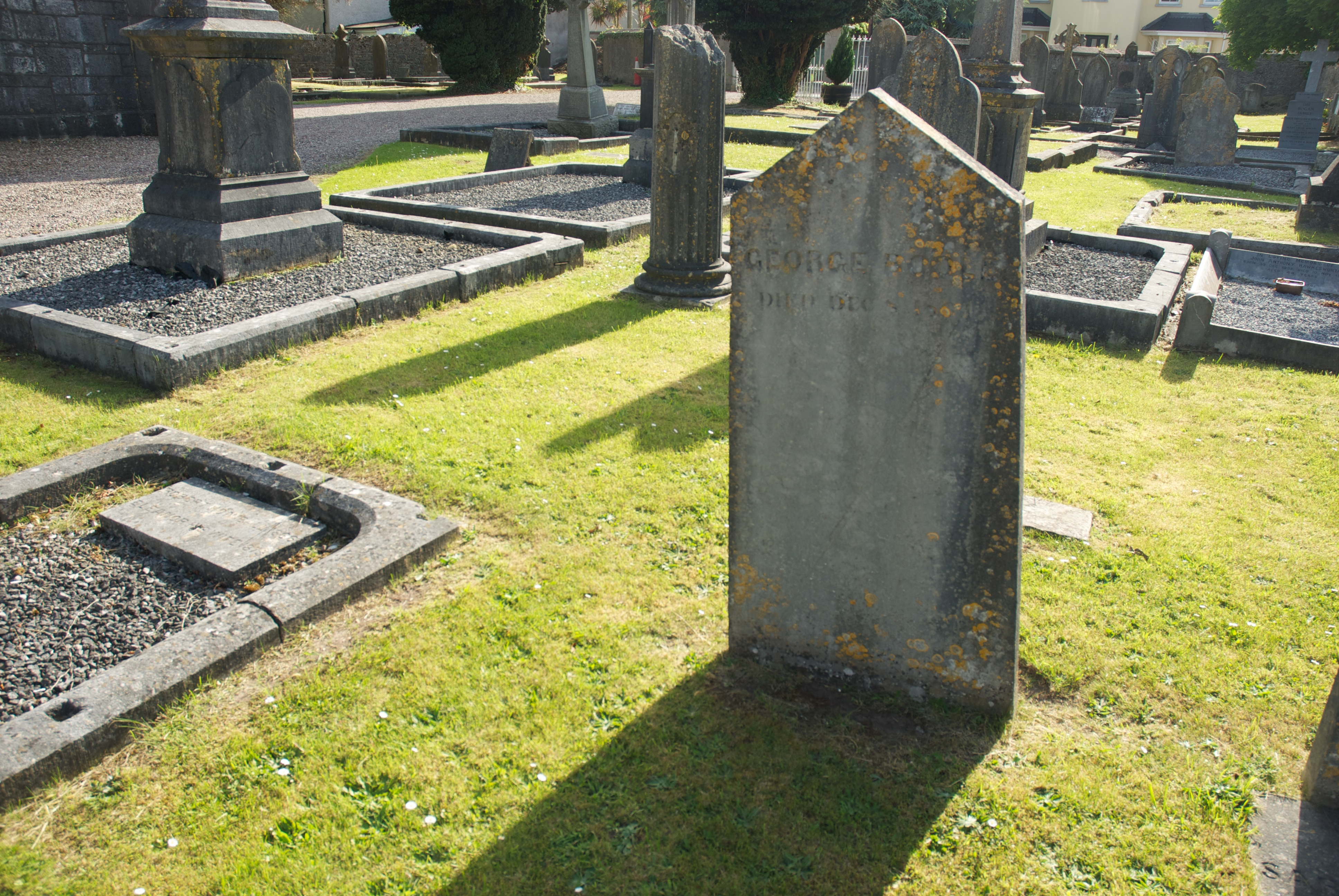
布尔的墓碑石，位于爱尔兰的科克市。

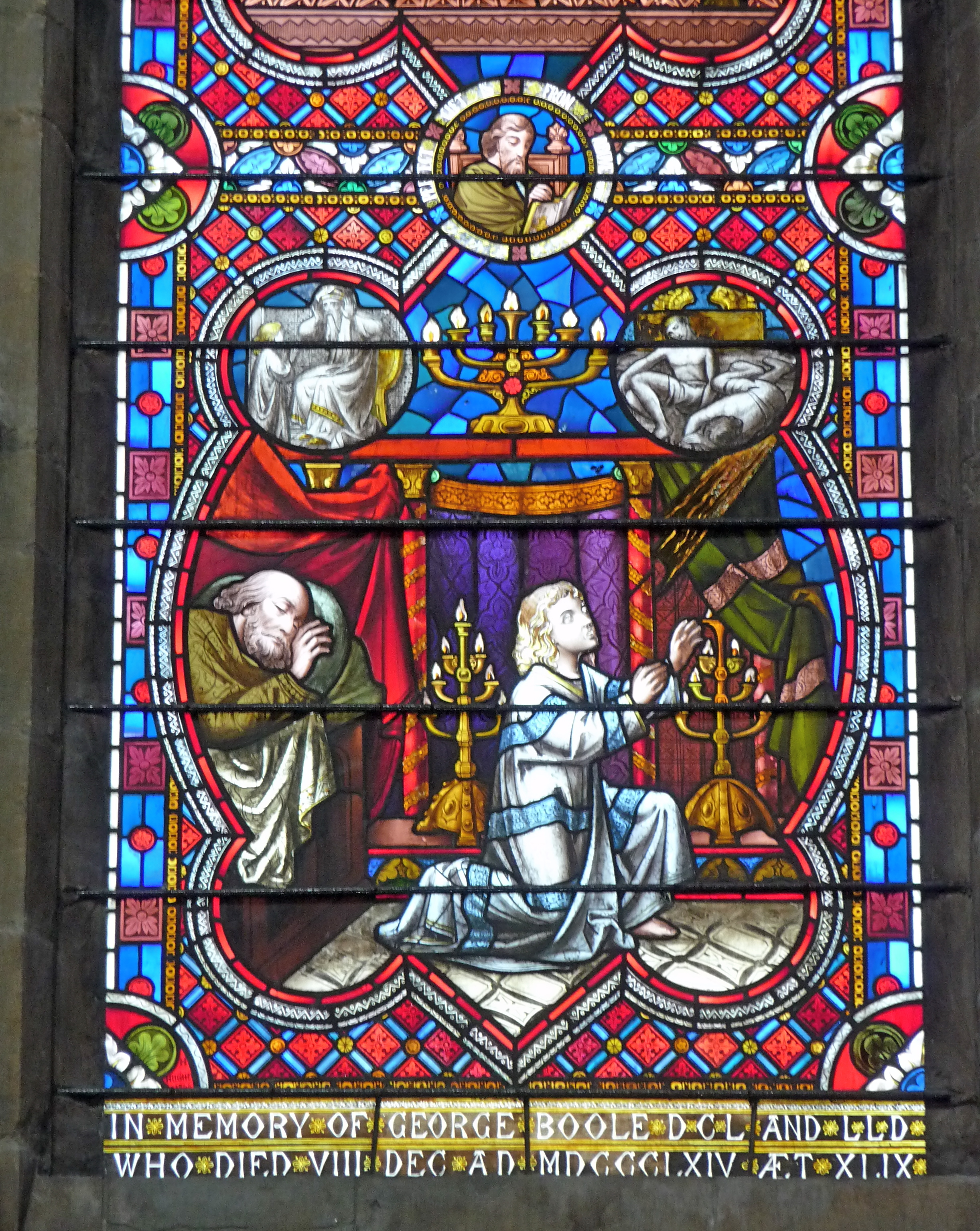
林肯大教堂中献给布尔的彩饰玻璃窗的细节照。

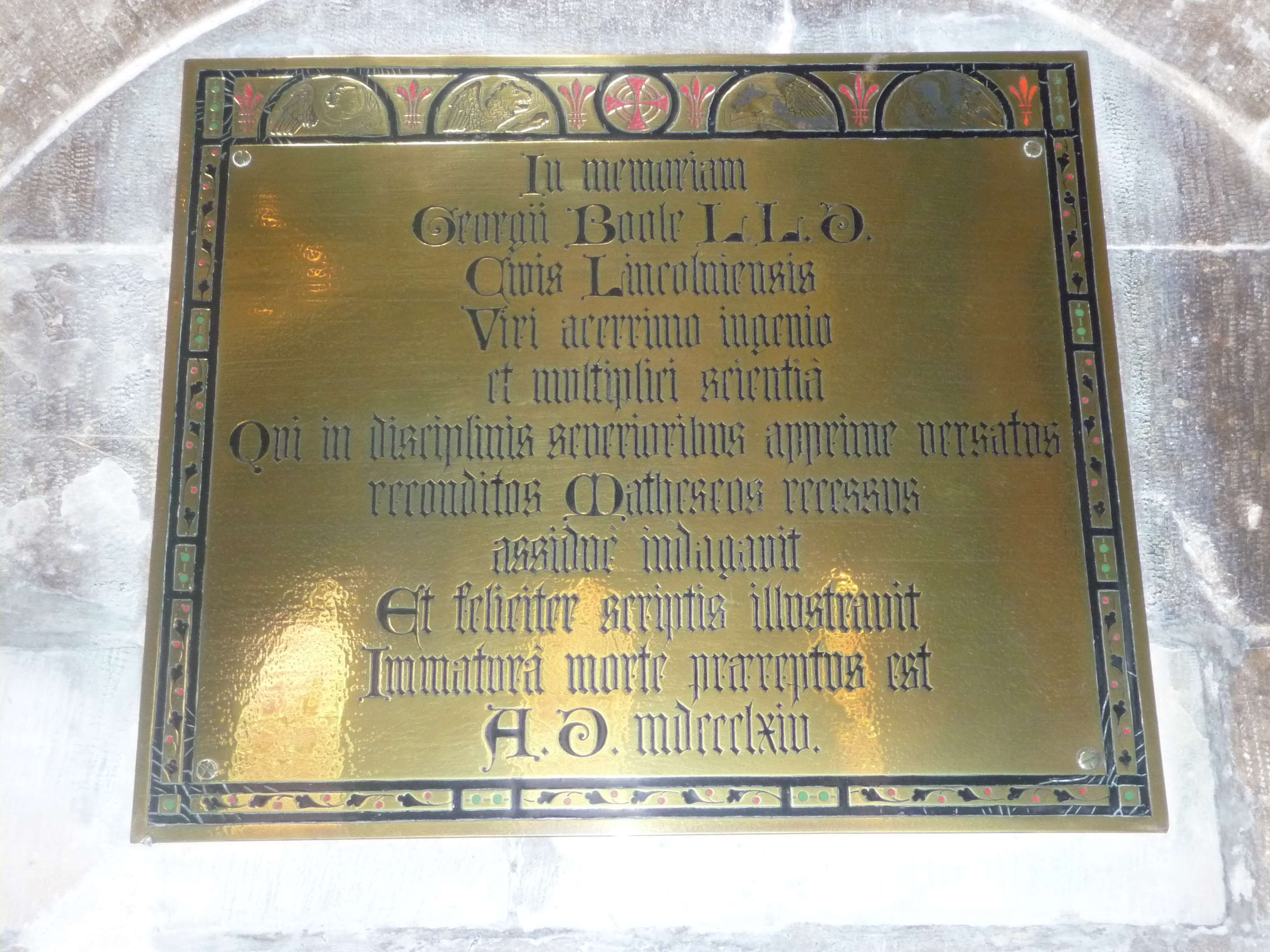
林肯大教堂中布尔之窗下方的匾。

2015年11月2日，Google更改其首頁的標誌以紀念乔治·布尔200歲冥誕。